# Niedere Mühle (Oderwitz)
Die Niedere Mühle oder auch Niedermühle ist eine von zwei erhaltenen Wassermühlen in Oderwitz. Sie kann heute von Interessierten besichtigt werden.

## Geschichte
Nach einer Inschrift auf einem Trägerbalken wurde die Mühle wahrscheinlich im Jahr 1652 erbaut. 1770 wird sie unter dem Namen Kleine Mühle in der Korschelt-Chronik erwähnt. Heinrich Emil Neumann kaufte die Mühle 1903 und vererbte sie über drei Generationen bis zu ihrem heutigen Besitzer.
1927/28 wurde der Antrieb der Mühle aufgrund nachlassender Strömungsstärke des Landwassers auf eine Wasserturbine umgestellt. Allerdings wurde das hydraulische Wehr im folgenden Winter durch starken Eisgang beschädigt, der Mühlenantrieb wurde daraufhin auf einen Elektromotor umgestellt. Bis 1960 wurde sie als Mahlmühle genutzt, später aber von der LPG Neues Leben als Futtermittelmischanlage eingesetzt. 1990 wurde die Mühle stillgelegt.